# Michael Koplanski
Michael Koplanski (* 25. September 1934 in Naußlitz; † 24. Februar 2010 in Cottbus) war ein deutscher Politiker und  Funktionär der DDR-Blockpartei DBD sowie Funktionär mehrerer Massenorganisationen. Er war Abgeordneter der Volkskammer.

## Leben
Koplanski, Sohn eines Bauern, besuchte die Volksschule, absolvierte eine landwirtschaftliche Lehre und war anschließend als Landwirt tätig. 1950 trat er der Freien Deutschen Jugend (FDJ) und der Demokratischen Bauernpartei Deutschlands (DBD) bei. 1951 wurde er Mitarbeiter beim Rat des Kreises Kamenz. Von 1952 bis 1959 war er Kreisinstrukteur der DBD in Kamenz, dann Mitarbeiter im Bezirksvorstand Dresden bzw. beim Parteivorstand der DBD. Von 1955 bis 1963 war er zudem Mitglied des Büros des Zentralrates der FDJ.
1957/58 absolvierte Koplanski ein Studium am Institut des ZK der SED zur Ausbildung von Funktionären für die sozialistische Landwirtschaft in Schwerin. 1961 begann er ein Fernstudium an der Fachschule für Landwirtschaft in Cottbus und schloss es 1964 als Staatlich geprüfter Landwirt ab. Von 1959 bis 1968 war er Sekretär und stellvertretender Vorsitzender, von 1968 bis 1971 Vorsitzender des Bezirksvorstandes der DBD Cottbus. Er gehörte 1963 bis 1971 dem dortigen Bezirkstag an und war 1965 bis 1971 Mitglied des Rates des Bezirks. Von 1971 bis 1976 fungierte er als Vorsitzender des DBD-Bezirksvorstandes Neubrandenburg, war Abgeordneter des Bezirkstages und stellvertretender Vorsitzender der Ständigen Kommission für Land- und Nahrungsgüterwirtschaft.
Ab 1963 war er Kandidat, ab 1968 Mitglied des Parteivorstandes der DBD. Von 1969 bis 1974 qualifizierte er sich durch ein Fernstudium an der Deutschen Akademie für Staats- und Rechtswissenschaft zum Diplom-Staatswissenschaftler. In der DBD wurde er 1972 Mitglied des Präsidiums und ab 1976 Sekretär des Parteivorstandes. Im Dezember 1989 wurde er zum stellvertretenden Vorsitzenden der DBD gewählt.
Von 1976 bis März 1990 war er Abgeordneter der Volkskammer und zunächst stellvertretender DBD-Fraktionsvorsitzender sowie Vorsitzender des Ausschusses für Land-, Forst- und Nahrungsgüterwirtschaft. Ab November 1989 war er Vorsitzender der DBD-Fraktion der Volkskammer und Mitglied ihres Präsidiums.
Ab 1976 gehörte Koplanski als Mitglied dem Präsidium der Freundschaftsgesellschaft DDR – Italien an, von 1981 bis 1990 wirkte er als Präsident der Freundschaftsgesellschaft DDR – Finnland. Ab 1984 war er auch Mitglied des Zentralvorstandes der Vereinigung der gegenseitigen Bauernhilfe.
Koplanski vertrat zusammen mit Georg Böhm und Günther Maleuda die DBD am Zentralen Runden Tisch und gehörte zu den Einberufern der Arbeitsgruppe Neue Verfassung der DDR. Auf dem Sonderparteitag der DBD am 27./28. Januar 1990 in Berlin wurde er aus allen Parteigremien abgewählt, war jedoch bis zur Fusion mit der CDU im September 1990 Hauptabteilungsleiter im Parteivorstand der DBD. Anschließend war er als hauptamtlicher Mitarbeiter der Land-Union der CDU tätig. Im Februar 1991 trat Koplanski aus der CDU aus. 1994 ging er in den Ruhestand.

## Auszeichnungen
- Vaterländischer Verdienstorden in Bronze (1969), in Silber (1975) und in Gold (1987)